# Jazz modal
El jazz modal es un término que se usa para definir un concepto compositivo e improvisatorio dentro del jazz, donde prevalece la gravedad vertical de la armonía. También se refiere a la época del jazz en donde se origina esta corriente musical, a fines de la década de 1950.

## Orígenes
El repertorio del jazz, hasta los años '50, se basaba en la reinterpretación de temas clásicos de Broadway, el repertorio de blues y temas originales, pero con tradición armónica fundamentalmente tonal. De la misma manera, las improvisaciones de los solistas de jazz tenían como punto de partida el centro tonal y los arpegios de los acordes. Poco a poco la verticalidad de las improvisaciones jazzísticas se fue haciendo más marcada, y estilos como el bebop señalaba una forma diferente de improvisar.
Según comenta George Russell en su libro "Lydian Chromatic Concept for the Tonal Organization", fue gracias a los intérpretes de jazz, como Coleman Hawkins, Charlie Parker y Lester Young, entre otros, quienes a través de sus solos, anunciaban una linealidad melódica más angular, fragmentada, donde suena cada acorde. Russell sostiene que estos músicos verticales descubrieron experimentalmente que podían usar notas no estructurales para implicar otras versiones del acorde, y que aunque no habían comprendido la explicación – que para Russell es la gravedad tonal vertical –, la manera en la que tocaban sugiere un sentido intuitivo de esta.

## Modos e Influencias
Por definición se entiende como modo a las diversas disposiciones de los intervalos dentro de la escala . El ordenamiento de una serie de notas es, en esencia, un modo. Dentro de la teoría musical, el término modo se usa habitualmente para referirse tanto a las "escalas antiguas griegas" como a las usadas en el "canto llano del medioevo". En la música europea del siglo XVI y XVII, aquellos modos dieron paso poco a poco al sistema tonal que predominaría durante muchos años como estructura formal compositiva.
Recién a finales del siglo XIX, y gracias a algunos compositores como Ravel, Debussy, Stravisnky y Bartok entre otros, las antiguas escalas modales formarían parte de las herramientas melódicas y armónicas de sus composiciones. Esto sería también una gran influencia para muchos músicos de jazz de mediados del siglo XX, sobre todo para los más académicos, como el mencionado George Russell o Bill Evans.
La influencia será recíproca entre estos compositores de formación académica y otros músicos contemporáneos como Miles Davis o John Coltrane. Así, se desarrollarían nuevas ideas y conceptos, tanto de improvisación como de composición.

## Modo/Acorde

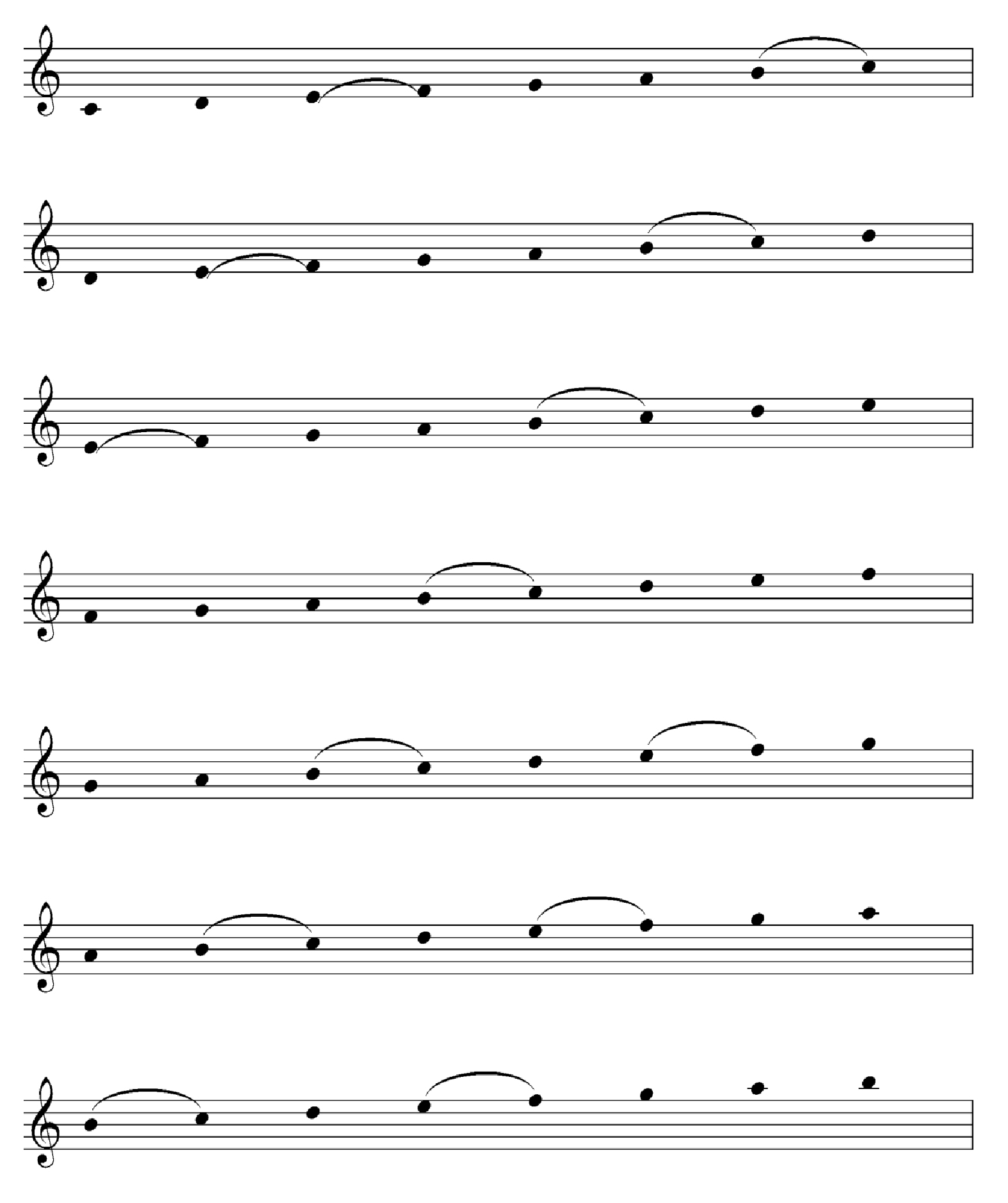
modos gregorianos

Esta verticalidad en la línea melódica, junto con el concepto armónico tonal, originará lo que Russell llama "chordmode" o modo/acorde - algo que para este teórico y compositor es una unidad en sí misma -, teniendo en consecuencia una mayor disposición de sonidos sobre un mismo acorde, dependiendo del modo elegido.
Por ejemplo, dentro de la concepción actual, los modos relativos a la escala mayor de Do son: Do Jónico, Re Dórico, Mi Frigio, Fa Lidio, Sol Mixolidio, La Eólico y Si Locrio. Sobre el V modo, el acorde generado es un Sol7, es decir un acorde de séptima (de dominante). Con lo cual independientemente del contexto, el concepto modal nos dice que podemos usar sobre cualquier acorde de séptima (7) ese modo Mixolidio. Pero además, según las teorías de Russell, podemos usar otros modos, como el modo Lidio b7 (Sol, La, Si, Do#, Re, Mi, Fa), el Mixolidio b9 (Sol, Lab, Si, Do, Re, Mi, Fa), o cualquier modo que tenga relación con ese acorde.
En consecuencia, por un lado se rescatan viejas escalas modales (dórico, frigio, lidio, etc.) y por el otro se empieza a considerar cada acorde como estructura independiente del marco armónico tonal, ya que no hay necesidad de atenerse a la funciones armónicas tradicionales.

## Armonía e improvisación

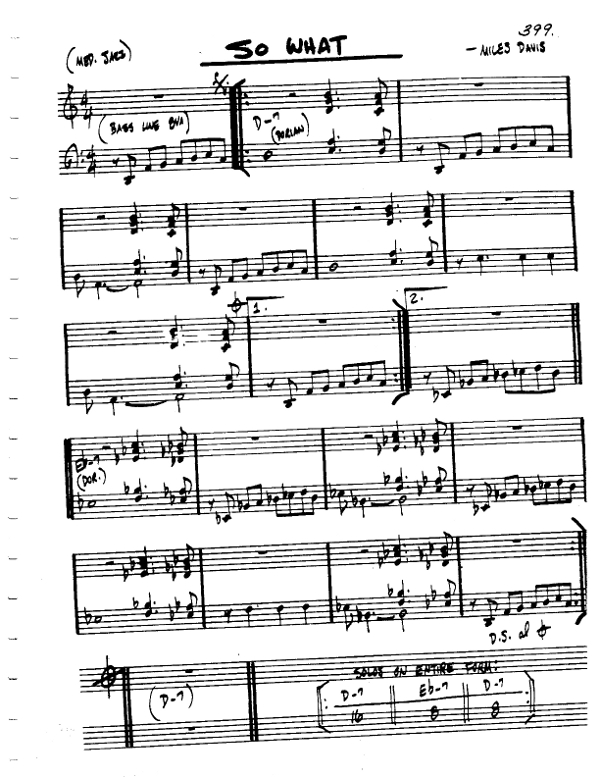
So what

Como estructura armónica primitiva, el jazz modal suele basarse en uno, o muy pocos acordes. También es usual el empleo del "bajo pedal" para acentuar ese carácter modal.
La improvisación, al basarse en una sola escala - en los casos donde haya solo un modo/acorde -, permite desarrollar melodías sin necesidad de las resolución tonal funcional, generando situaciones más colorísticas, tal como ocurría con la música impresionista. La libertad creativa de muchos intérpretes de jazz, produce dentro del mismo acorde, estructuras superiores más alejadas.

## Década de 1960

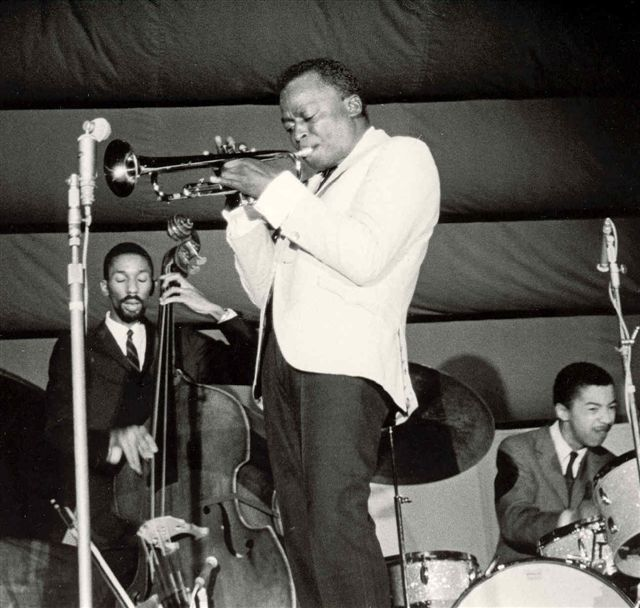
Miles Davis en Antibes, a la izquierda Ron Carter, a la derecha Tony Williams, julio de 1963.

Miles Davis representa con su disco Kind of Blue (1959), el punto de inicio del jazz modal. Se trata de una grabación que contiene tan solo cinco temas, en cada uno de los cuales los músicos exploran estas nuevas sonoridades de la mano de Davis, casi sin ensayo y solo con pequeños guiones e instrucciones dadas por el trompetista.
Muchos músicos durante la década de 1960, tomaron el jazz modal como bandera, pero también desarrollaron nuevas tendencias e influencias en el jazz de vanguardia. John Coltrane, Herbie Hancock, McCoyTyner, Bill Evans son algunos músicos que incursionaron por el jazz modal a partir de esos años, aunque con sus propios caminos y también sin dejar de investigar otras formas compositivas.

## Selección discográfica
- Miles Davis, Kind of Blue, Columbia/Legacy, 1959.
- John Coltrane, My Favorite Things, Atlantic, 1960.
- Bill Evans Trio, Sunday at the Village Vanguard, Riverside/OJC, 1961.
- Herbie Hancock, Empyrean Isles, Blue Note, 1964.